# Ferd. Sickenberg’s Söhne
Die Firma Ferd. Sickenberg’s Söhne war eine bedeutende Wiener Färberei, Appretur und chemische Wäscherei während der Monarchie. Sie galt als eine der ersten und ältesten Firmen der Färberei und Putzereibranche. Die Fabrik befand sich an der Sickenberggasse 4–8 im 19. Bezirk Döbling.

## Geschichte

Werbung von Ferd. Sickenberg’s Söhne (1908)

Im Jahre 1845 von Ferdinand Sickenberg (1810–1885) gegründet, gewann das Unternehmen infolge seiner gediegenen Leistungen rasch derart an Umfang, dass große Grundstücke in Nußdorf im 19. Bezirk erworben wurden. Die Fabrik war mit allen modernen maschinellen Einrichtungen und technischen Erfindungen für Zwecke der Färberei, chemische Wäscherei und Appretur ausgestattet. Gefärbt und chemisch gereinigt wurden Herren- und Damengarderoben, Spitzen, Vorhänge, Möbelstoffe, Federn, alle Toilettengegenstände und anderes. Der Erfolg setzte sich bald ein und um 1908 beschäftigte das Unternehmen 400 Arbeiter. Nach dem Tod von Ferdinand Sickenberg wurden seine Söhne Inhaber und benannten das Unternehmen dementsprechend um.
Die Gasse, an der die Fabrik stand, hieß ab 1873 Fabrikgasse, dann Kirchengasse, danach Donaustraße und ab 1894 zu Ehren von Ferdinand Sickenberg Sickenberggasse.
Außer dem Hauptgeschäft an der Spiegelgasse 15 im 1. Bezirk besaß die Firma zahlreiche Filialen in allen Bezirken sowie Vertretungen in den größeren Provinzstädten. Zu den Kunden gehörte nicht nur das gehobene Bürgertum und Adel, sondern auch der kaiserliche Hof. Auf Grund der Verdienste und erbrachten Leistungen erhielten die Betreiber des Unternehmens den Titel eines k.u.k. Hoflieferanten verliehen.
Vor 1908 wurde das Fleckenwasser „Soldatin“ für Tuch- und Wollstoffe von Sickenberg auf dem Markt gebracht. Es wurde auf Grund seiner vorzüglichen Eigenschaften bei den k.u.k Regimentern stark verwendet und vom k.u.k. Reichskriegsministerium für gut befunden.